# Eugenio Figueredo
Eugenio Figueredo (Santa Lucía, 10 maart 1932) is een Uruguayaans-Amerikaans voormalig president van de Uruguayaanse voetbalbond, voormalig FIFA-vicepresident en voormalig president van CONMEBOL.
Figueredo voetbalde bij Huracán Buceo en was daar twee keer voorzitter (1971–1972 en 1976–1977). Van 1997 tot 2006 was hij president van de Uruguayaanse voetbalbond Asociación Uruguaya de Fútbol.
Op 30 april 2013 werd hij als opvolger van de teruggetreden Nicolás Leoz gekozen tot president van de overkoepelende Zuid-Amerikaanse voetbalbond CONMEBOL en werd tevens zijn opvolger bij het FIFA-Uitvoerend Comité. Figueredo werd op 28 mei 2013 gekozen tot voorzitter van het FIFA-Organiserend Comité voor de een jaar later te houden wereldkampioenschappen voetbal in Brazilië. Na het overlijden van Julio Grondona in juli 2014 werd hij vicepresident bij de FIFA en trad hij terug als CONMEBOL-president. 
Figueredo werd op 27 mei 2015, samen met andere FIFA-functionarissen, op verzoek van justitie in de Verenigde Staten in Zürich gearresteerd op verdenking van corruptie. Dezelfde avond werd hij door de FIFA geschorst.
Midden september 2015 bewilligde het Zwitserse Openbaar Ministerie zijn uitlevering aan de Verenigde Staten van Amerika op verdenking van het accepteren van miljoenenbedragen aan smeergelden. Ook zou hij in 2005 fraude hebben gepleegd door te liegen bij zijn aanvraag voor het Amerikaans staatsburgerschap. Figueredo vocht zijn uitlevering aan Amerika aan. Hij gaf de voorkeur uitgeleverd te worden aan zijn geboorteland Uruguay. Het Zwitserse Openbaar Ministerie besloot hem vervolgens aan Uruguay uit te leveren, om reden dat de aantijgingen daar omvangrijker waren. Op 24 december werd hij uitgeleverd en geïncarneerd in de centrale gevangenis van Montevideo. Een verzoek om huisarrest wegens zijn ouderdom en gezondheidsklachten werd afgewezen. Bij zijn eerste verhoor bekende hij jarenlang voor miljoenenbedragen smeergeld te hebben aangenomen. Daarnaast gaf hij aan dat de voormalige generaal-directeur van CONMEBOL, Gorka Villar, Uruguayaanse voetbalclubs zou hebben afgeperst door te dreigen ze uit te sluiten van internationale voetbalwedstrijden als ze hun aangiften over het zich bedrogen voelen bij het verstrekken van televisierechten niet zouden intrekken. De clubs meenden dat ze minder geld vergoed kregen dan waar ze dachten recht op te kunnen hebben.